# شون برايس (لاعب كرة قدم أمريكية)
شون برايس (بالإنجليزية: Shawn Price)‏ هو لاعب كرة قدم أمريكية أمريكي، ولد في 28 مارس 1970 في فان نويس في الولايات المتحدة.

## وصلات خارجية
- شون برايس على موقع مرجع كرة القدم المحترفة.كوم (الإنجليزية)